# Yusuke Nakatani
Yusuke Nakatani (中谷 勇介 Nakatani Yūsuke?, nacido el 22 de septiembre de 1978 en Uji, Kioto) es un exfutbolista japonés. Jugaba de centrocampista y su último club fue el Khonkaen FC.

## Trayectoria

### Clubes
| Club                 | País      | Año         |
| -------------------- | --------- | ----------- |
| Nagoya Grampus Eight | Japón     | 1997 - 2005 |
| Urawa Reds           | Japón     | 1999        |
| Kawasaki Frontale    | Japón     | 2000        |
| Kashiwa Reysol       | Japón     | 2006 - 2007 |
| Kyoto Sanga FC       | Japón     | 2007 - 2010 |
| Tokyo Verdy          | Japón     | 2011 - 2012 |
| Khonkaen FC          | Tailandia | 2013        |

## Estadística de carrera

### J. League
| Club                 | Año   | J. League | J. League | Copa J. League | Copa J. League | Total | Total |
| Club                 | Año   | Part.     | Goles     | Part.          | Goles          | Part. | Goles |
| -------------------- | ----- | --------- | --------- | -------------- | -------------- | ----- | ----- |
| Nagoya Grampus Eight | 1997  | 0         | 0         | 0              | 0              | 0     | 0     |
| Nagoya Grampus Eight | 1998  | 26        | 0         | 4              | 0              | 30    | 0     |
| Nagoya Grampus Eight | 1999  | 13        | 0         | 3              | 0              | 16    | 0     |
| Urawa Reds           | 1999  | 1         | 0         | 0              | 0              | 1     | 0     |
| Kawasaki Frontale    | 2000  | 10        | 1         | 1              | 0              | 11    | 1     |
| Nagoya Grampus Eight | 2001  | 14        | 0         | 2              | 0              | 16    | 0     |
| Nagoya Grampus Eight | 2002  | 11        | 1         | 4              | 1              | 15    | 2     |
| Nagoya Grampus Eight | 2003  | 14        | 1         | 2              | 0              | 16    | 1     |
| Nagoya Grampus Eight | 2004  | 25        | 0         | 4              | 1              | 29    | 1     |
| Nagoya Grampus Eight | 2005  | 20        | 0         | 4              | 0              | 24    | 0     |
| Kashiwa Reysol       | 2006  | 4         | 0         | -              | -              | 4     | 0     |
| Kashiwa Reysol       | 2007  | 0         | 0         | 0              | 0              | 0     | 0     |
| Kyoto Sanga FC       | 2007  | 11        | 1         | -              | -              | 11    | 1     |
| Kyoto Sanga FC       | 2008  | 25        | 1         | 3              | 0              | 28    | 1     |
| Kyoto Sanga FC       | 2009  | 22        | 0         | 1              | 0              | 23    | 0     |
| Kyoto Sanga FC       | 2010  | 5         | 0         | 0              | 0              | 5     | 0     |
| Tokyo Verdy          | 2011  | 16        | 1         | -              | -              | 16    | 1     |
| Tokyo Verdy          | 2012  | 20        | 0         | -              | -              | 20    | 0     |
| Total                | Total | 237       | 6         | 28             | 2              | 265   | 8     |